# Лонюв-Кольонія
Лонюв-Кольонія (пол. Łoniów-Kolonia) — село в Польщі, у гміні Лонюв Сандомирського повіту Свентокшиського воєводства.
У 1975-1998 роках село належало до Тарнобжезького воєводства.